# Pata lui Poisson

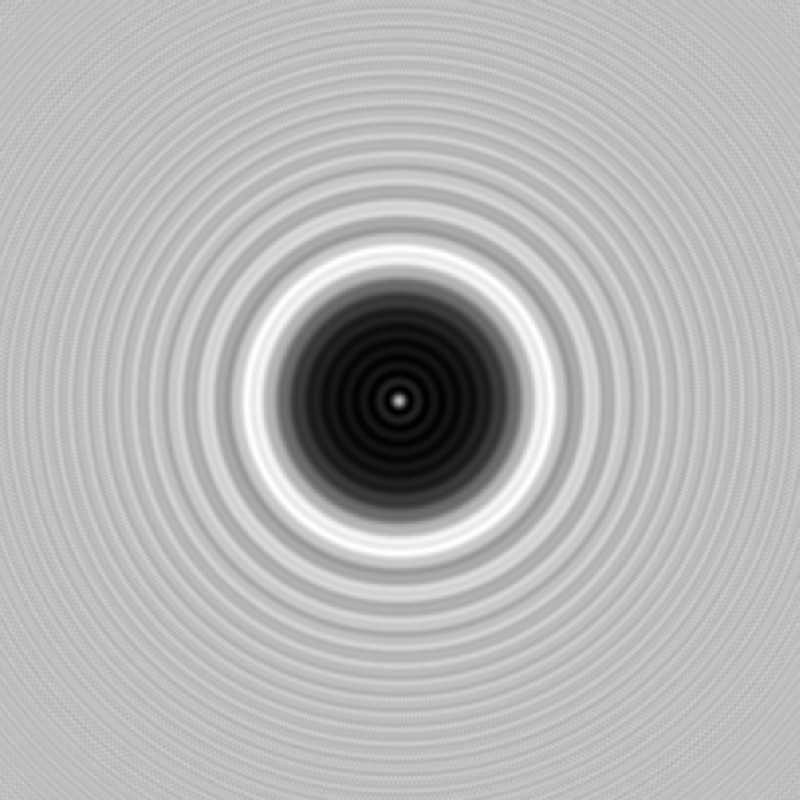
Simulare a petei lui Poisson pentru un obiect circular cu diametrul de 2 mm, aflat la 1 m de sursa punctiformă de lumină și tot la 1 m de ecran. Lungimea de undă folosită e de 633 nm (de exemplu un laser He-Ne).

Pata lui Poisson (numită uneori și a lui Arago sau a lui Fresnel) este un fenomen optic care se manifestă prin apariția unui punct luminos în centrul umbrei unui obiect rotund și opac, iluminat de o sursă punctiformă. Întrucît este o consecință a difracției luminii, fenomenul avea să joace un rol important în demonstrarea naturii ondulatorii a luminii, într-o vreme cînd teoria corpusculară era încă preferată de fizicieni.

## Istoric
La începutul secolului al XIX-lea fizicienii dezbăteau dacă lumina e o particulă sau o undă. Încă mai era la modă teoria corpusculară a lui Isaac Newton, chiar dacă deja începuseră să apară dovezi că lumina nu se propagă în linie dreaptă, cum o demonstra de exemplu experimentul cu fantă dublă al lui Thomas Young publicat în 1807. În acest context, Academia de Științe a Franței a organizat în 1819 un concurs pentru a elucida natura luminii. Între membrii juriului se găsea fizicianul francez Siméon Denis Poisson, care era unul dintre susținătorii teoriei corpusculare. Printre ceilalți membri se găseau și alți fizicieni astăzi celebri: Jean-Baptiste Biot, Pierre-Simon Laplace și Joseph Louis Gay-Lussac.
Inginerul constructor Augustin-Jean Fresnel a participat la concurs cu o nouă teorie ondulatorie a luminii. Poisson a analizat atent teoria și, ca o modalitate de a demonstra că e greșită, a propus un experiment. Mai exact, Poisson a dedus că una din consecințele teoriei lui Fresnel era că umbra unui obiect în formă de disc ar trebui să aibă în centrul ei un punct luminos. Prin comparație, teoria corpusculară are consecința că umbra trebuie să fie complet întunecată. Poisson era convins că punctul luminos nu poate fi observat.
Președintele juriului, fizicianul François Arago, s-a hotărît să facă totuși verificarea experimentală, folosind un disc de metal cu diametrul de 2 mm lipit cu ceară pe o placă de sticlă. Spre surprinderea tuturor, punctul luminos de la centrul umbrei a fost observat și astfel teoria ondulatorie a primit un argument foarte puternic. Fresnel a cîștigat concursul, spre dezamăgirea lui Poisson, al cărui nume a fost dat fenomenului pentru ideea de experiment. Pentru rolul jucat de Arago în verificarea experimentală a fenomenului acesta mai este numit și pata lui Arago, iar denumirea pata lui Fresnel este folosită uneori pentru a-l onora pe autorul teoriei ondulatorii.
Mai tîrziu Arago a descoperit că fenomenul mai fusese descris cu un secol înainte de astronomii Joseph-Nicolas Delisle și Giacomo Filippo Maraldi.
Deși întîmplării acesteia i se dă adesea în istoria fizicii importanța unui moment crucial, la momentul respectiv lucrurile au fost probabil privite altfel. Experimentul propus de Poisson pentru a respinge teoria lui Fresnel și verificarea experimentală realizată de Arago abia au fost menționate în treacăt în raportul Academiei publicat la sfîrșitul concursului, raport care s-a concentrat mai mult pe calitatea experimentelor lui Fresnel și pe eleganța matematică a teoriei sale. De altfel teoria corpusculară avea să aibă încă multă vreme susținători. Teoria lui Fresnel și experimentul propus de Poisson nu au avut un rol atît de decisiv pe cît poate părea.
La începutul secolului al XX-lea Albert Einstein avea să propună o nouă teorie a luminii în care aceasta e atît undă cît și particulă.

## Observare
Fenomenul nu este ușor de observat în mod obișnuit pentru că chiar și în condiții optime intensitatea punctului luminos este abia egală cu cea a luminii incidente pe ecran în absența obiectului, dar în practică e mai slabă, iar dimensiunea în general mică a punctului îl face greu detectabil. Pentru observarea mai ușoară trebuie asigurate următoarele condiții: sursa de lumină să fie cît mai intensă și cît mai punctiformă (de exemplu lumina divergentă de la un laser), iar obiectul care creează umbra să fie relativ mic și să aibă o formă cît mai circulară și marginea cît mai netedă. Nu este nevoie ca obiectul să fie plat; efectul se poate obține și cu un obiect sferic, de exemplu o bilă de rulment. Fasciculul divergent produs de sursa punctiformă trebuie să fie suficient de larg pentru ca atunci cînd ajunge la obiect să-l acopere în întregime.
Punînd ochiul sau alt dispozitiv de preluare a imaginii în centrul umbrei, se constată că la marginea obiectului se vede un fir subțire de lumină, de formă circulară. Această lumină e cea care se adună și formează pata lui Poisson.

## Explicație
Existența petei lui Poisson se poate explica pe baza principiului Huygens–Fresnel. Acesta spune că fiecare punct aflat pe un front de undă devine la rîndul lui o sursă secundară de unde și că propagarea luminii are loc prin suprapunerea acestor unde secundare, în funcție de intensitățile lor și de relațiile de fază dintre ele. În cazul luminii difractate de un obiect circular, toate traiectoriile care pornesc de la sursa punctiformă, trec pe la marginea obiectului și apoi sosesc în centrul umbrei acestuia au aceeași lungime. Ca urmare, undele care parcurg aceste traiectorii au aceeași fază și deci interferența lor este constructivă.
Pentru alte puncte din umbra obiectului interferența nu mai este constructivă, deci acestea sînt mai întunecate. Dimensiunea punctului luminos depinde de lungimea de undă a luminii folosite și de parametrii geometrici ai montajului: distanțele sursă–obiect și obiect–ecran și diametrul obiectului.

### Pata neagră a lui Poisson
Aceeași teorie a lui Fresnel are încă o consecință, dedusă și aceasta tot de Poisson, și anume că înlocuind obiectul rotund cu o placă opacă în care se face o gaură rotundă, pe ecran se va vedea un punct negru în mijlocul discului luminos care corespunde găurii. Și această consecință este reală, chiar dacă este contraintuitivă, și a fost verificată experimental mai tîrziu de Fresnel și publicată în Annales de chimie et de physique.